# タロウのバカ
『タロウのバカ』は、大森立嗣によるオリジナル脚本の日本の映画作品。2019年9月6日公開。

## 概要
大森立嗣監督が『ゲルマニウムの夜』より以前から温め続けてきた脚本をもとに作られた渾身作。音楽は大友良英。主演は300人以上の主役候補者の中から選ばれた今作で俳優デビューとなるモデルでアーティストのYOSHIが抜擢され、高校時代からの大親友だという菅田将暉と仲野太賀がタッグを組み、奥野瑛太、豊田エリー、植田紗々、國村隼など個性派俳優陣が脇を固める。自由、絶望、青春、友情、恋愛、焦燥、刹那、希望をテーマに人間模様が交錯する純粋かつ過激な問題作であり、社会孤立、ネグレクト、犯罪、セックス、ヤクザ、暴力に満ちた世界が衝撃的に描かれた作品となっている。R-15指定。

## あらすじ
主人公のタロウ（YOSHI）には名前がない。思春期を生きるその少年は戸籍すらなくて学校に一度も通ったことがない。そんな彼にエージ（菅田将暉）、スギオ（仲野太賀）という高校生の仲間ができる。3人はあてどなく走り回り、遊び、その奔放な日々に心が解き放たれ自由を感じていたが、偶然にも一丁の拳銃を手に入れたことをきっかけに、それまで目を背けていた過酷な現実と向き合うことを余儀なくされる。やがて死の影と絶望がエージとスギオの身も心もボロボロにしていく。それぞれが疲弊していくなか、“好き”という意味さえ知らなかった誰にも愛されたことのないタロウの心に未知なる感情が芽生え始める。そして「社会的弱者の排除」、「育児放棄」、「反社会勢力の存在」に少年たちは苦しみ追いつめられて行く…。

## 登場人物・キャスト
タロウ
演 - YOSHI
戸籍がなく名もない少年。母親は“よしずみ”と呼ぶ。生まれてこの方一度も学校に通ったことがない。
エージ
演 - 菅田将暉
柔道で挫折し、行き場のない悩みを抱え自暴自棄になり、暴力に走ってしまう高校生。
スギオ
演 - 仲野太賀
エージと同級生。理性的で臆病だが危うさがある。洋子に想いを寄せている。
吉岡
演 - 奥野瑛太
タロウ達と対峙する半グレ集団のリーダー。
恵子
演 - 豊田エリー
タロウの母親。育児放棄している。
洋子
演 - 植田紗々
エージ、スギオと同じ高校に通うピアノが得意な女子高生。援助交際を繰り返す。
藍子
演 - 角谷藍子
タロウが知り合う少女。歌が得意。
勇生
演 - 門矢勇生
藍子とカップルの少年。ダンスが得意。
半グレ吉岡集団
矢口
演 - 荒巻全紀
井上
演 - ACE
金田
演 - 葵揚

吉岡と行動を共にしている。
鳥のようなおじさん
演 - 水澤紳吾
タロウが街中で出会うおじさん。
柔道部の先生
演 - 池内万作
顧問の立場を利用してパワハラする。
健
演 - 伊達諒
エージが慕っている実兄。吉岡と面識がある。
ラブホテルの男
演 - 中島朋人
洋子と関係を持つ男性。
自転車に乗った女
演 - 大谷麻衣
被害に合う女性。
スギオの父親
演 - 水上竜士
息子を案じて関係を断とうとする。
公園のおばさん
演 - 小林千里
タロウに話しかけられる主婦。
拘置所に拝んでいる女
演 - 播田美保
橋の上でタロウと出会う。
柔道部の男
演 - 原沢侑高
威圧的なエージの先輩。
サラリーマン
演 - 伊藤佳範
襲われる男性。
白塗りの役者のリーダー
演 - 村松卓矢
タロウ、エージ、スギオたちに問いかける。
白塗りの役者たち
演 - 大駱駝艦
小田
演 - 國村隼
吉岡とともに裏ビジネスを生業とする。元極道。

## 協力
- 国士舘大学 柔道部、社会福祉法人睦月会、スーパー猛毒ちんどん、ラブジャンクス、大駱駝艦

## スタッフ
- 監督・脚本・編集 - 大森立嗣
- プロデューサー - 近藤貴彦
- 共同プロデューサー - 金井隆治
- 撮影 - 辻智彦
- 照明 - 山田和弥
- 録音 - 島津未来介
- 美術 - 黒川通利、大原清孝
- 衣装 - 纐纈春樹
- メイク - 寺沢ルミ
- スチール - 三木匡宏
- アクション - 中村嘉夫
- 音響効果 - 勝亦さくら
- 助監督 - 松倉大夏、森井勇佑
- 制作担当 - 飯塚香織
- 宣伝プロデューサー - 小口心平
- タイトルデザイン - 赤松陽構造
- 音楽 - 大友良英
- 製作 - 『タロウのバカ』製作委員会、（ハピネット、東京テアトル、GUM、TBSラジオ、ハーベストフィルム、カラーバード）
- 製作プロダクション - ハーベストフィルム
- 配給 - 東京テアトル
- 助成 - 文化庁文化芸術振興費補助金（映画創造活動支援事業） 独立行政法人日本芸術文化振興会

## 上映
2019年8月26日完成披露上映会を経て、2019年9月6日テアトル新宿ほか、全国公開。